# Benoît Campargue
Pour les articles homonymes, voir Campargue.
 (janvier 2013).
Si vous disposez d'ouvrages ou d'articles de référence ou si vous connaissez des sites web de qualité traitant du thème abordé ici, merci de compléter l'article en donnant les références utiles à sa vérifiabilité et en les liant à la section « Notes et références ».
Benoît Campargue, né le 9 mars 1965 à Lugan (Aveyron), est un  judoka français de haut-niveau membre de l'équipe de France évoluant dans la catégorie des 65 kg.

## Biographie
Il devient champion d'Europe et participe aux Jeux olympiques de Barcelone en 1992 alors qu'il mène de front une carrière de pilote de vitesse motocycliste en catégorie 750 cm3. Il obtient de nouveau une médaille européenne en judo et le titre de champion du monde par équipes en 1994, l'année de son retour de blessure à la suite d'un grave accident lors du Bol d'or en septembre 1992. Il devient ensuite entraîneur national des juniors en 1997 jusqu'en 2006 où il entraîne Teddy Riner depuis 2004.
Après avoir remporté les meilleurs résultats juniors de l'histoire du judo français en 2006 avec Teddy Riner, Achraff Fikri, Ugo Legrand, Axel Clerget, Cyrile Maret, Michael Rémilien et Hervé Fichot, il devient entraîneur du nouvel Institut du judo à Paris (Porte de Châtillon) en 2006.
En 2009, il devient responsable de l'équipe de France olympique et continue à accompagner et manager la carrière sportive de Teddy Riner jusqu'à son premier titre olympique à Londres en 2012.
En 2011, il avait obtenu le titre de meilleur Entraîneur Européen délivré par la Fédération Européenne de Judo. Il met fin à sa carrière d'entraîneur national de judo après les Jeux olympiques de Londres pour se tourner vers d'autres disciplines sportives. Il accompagne Romain Grosjean dans sa carrière de pilote en 2012 et 2013. Il va préparer et accompagner également le pilote de Moto2 Louis Rossi, de 2012 à 2014. Il prendra également en charge l'équipe de France de dressage pour les Jeux équestres mondiaux en 2013, l'équipe de France de patinage artistique en préparation physique et certains joueurs de football du Losc (ligue 1) en préparation mentale.
En 2017, il crée avec le chef Thierry Marx, l'école de formation Pass' Sport Pour l'Emploi qui permet à des jeunes sans emploi d'obtenir un travail grâce au sport. L'association Pass' Sport Pour l'Emploi obtient un taux de réinsertion de 100 % dès la première session grâce à l'engagement de grands groupes français qui croient au projet. Il fait également partie du conseil d'administration de la Caisse d'allocations familiales de Seine-Saint-Denis en tant que personne qualifiée sur les sujets de l'action sociale entre autres dans la perspective des Jeux olympiques de Paris 2024 dans ce même département. Il démissionne de la fonction publique en octobre 2018 et rachète la société Sport Management System dont il devient directeur général.
Benoit Campargue décide d'arrêter la compétition pour devenir entraîneur national des juniors. En 2009, il obtient le poste de sélectionneur national seniors et prend en charge l'équipe de France pour la préparation des Jeux olympiques de Londres en 2012 où Teddy Riner devient champion olympique des plus de 100 kg. Il arrête sa carrière d'entraîneur national de judo pour accompagner Romain Grosjean en Formule 1 et d'autres athlètes de diverses disciplines ensuite.

## Palmarès

### Jeux olympiques
- 9e aux Jeux olympiques de Barcelone en 1992

### Championnats d'Europe
- Médaille de bronze des Championnats d'Europe 1994 à Gdańsk (Pologne)
- Médaille d'or des Championnats d'Europe 1992 à Paris
- Médaille d'or des Championnats d'Europe par équipes avec le Racing Club de France en 1989 et 1991

### Championnats du monde
- Médaille d'or des Championnats du monde de judo par équipes en 1994 à Paris

### Tournois internationaux
- Médaille d'argent lors du Tournoi international de Paris 1994.
- Médaille de bronze lors du Tournoi international de Paris 1989

### Divers
- Nommé meilleur entraîneur européen en 2011
- Vainqueur des 100 km de Paris Motocyclistes en 1990
- Médaillé lors des championnats de France de vitesse Motocycliste en 1992
- Participation au Bol d'or en 1992
- Médaillé au championnat de France de motomarine (Jet-ski) en 1999 à Cannes